# والریو یالونگو
والریو یالونگو (ایتالیایی: Valerio Jalongo؛ زادهٔ ۱۱ مهٔ ۱۹۶۰) کارگردان فیلم، فیلم‌نامه‌نویس و بازیگر اهل ایتالیا است.
از فیلم‌هایی که وی در آن‌ها نقش داشته‌است، می‌توان به مدرسه تمام شد اشاره نمود.